# San Gorgonio Mountain
San Gorgonio Mountain of Mount San Gorgonio, bijgenaamd Old Greyback (Engels voor 'oude grijsrug'), is een 3.506 meter hoge bergtop in de San Bernardino Mountains in het zuiden van de Amerikaanse staat Californië. Het is de hoogste bergtop in Californië ten zuiden van de Sierra Nevada. De top ligt ongeveer 100 meter boven de boomgrens en is daarom kaal.
De bergtop werd in de 17e eeuw door Spaanse missionarissen naar de katholieke heilige Sint Gorgonius genoemd.
San Gorgonio Mountain ligt 43 km ten oosten van de stad San Bernardino en 19 km ten noordnoordoosten van de San Gorgonio Pass. Het gebied waarin de top zich bevindt wordt de San Gorgonio Wilderness genoemd en is als onderdeel van het San Bernardino National Forest een beschermd wildernisgebied. 